# Nazionale femminile di calcio delle Filippine
La nazionale di calcio femminile delle Filippine è la selezione maggiore di calcio femminile gestita dalla Federcalcio filippina (PFF), che rappresenta le Filippine nelle varie competizioni ufficiali e amichevoli riservate a squadre nazionali. Come membro dell'Asian Football Confederation (AFC) partecipa a vari tornei di calcio internazionali, come al Campionato mondiale FIFA, alla Coppa d'Asia, ai Giochi olimpici estivi e ai vari tornei a invito.
In base alla classifica emessa dalla FIFA il 15 marzo 2024, occupa il 39º posto del FIFA/Coca-Cola Women's World Ranking, che è anche la sua miglior posizione di sempre, mentre la peggiore è un 80º posto nel 2014 e 2015. Il miglior risultato sportivo conseguito dalla nazionale filippina è stato aver disputato la semifinale nella Coppa d'Asia 2022, persa per 2-0 con la Corea del Sud, risultato che le fa ottenere per la prima volta nella sua storia sportiva l'accesso a una fase finale di un campionato mondiale, quello di Australia e Nuova Zelanda 2023.

## Partecipazioni ai tornei internazionali
Legenda: Grassetto: Risultato migliore, Corsivo: Mancate partecipazioni

## Tutte le rose

### Campionato mondiale
Coppa del Mondo FIFA 20231 Davies-McDaniel, 2 Cesar, 3 Cowart, 4 Sawicki, 5 Long, 6 Annis, 7 Bolden, 8 Eggesvik, 9 Flanigan, 10 McDaniel, 11 Castañeda, 12 Bugay, 13 Beard, 14 Serrano, 15 Frilles, 16 Harrison, 17 Barker, 18 Jota, 19 Randle, 20 Quezada, 21 Guillou, 22 Fontanilla, 23 Bonta, CT: Stajcic

### Coppa d'Asia
Coppa d'Asia femminile 20181 Palacios, 2 Lim, 3 Dolino, 4 De Ramos, 5 Long, 6 Brown, 7 Rodriguez, 8 Park, 9 Shugg, 10 Kreutz, 11 Bugay, 12 Bastes-Jones, 13 Larot, 14 Castañeda, 15 Diaz, 16 Cavill, 17 Simarago, 18 Annis, 19 Impelido, 20 Quezada, 21 Miclat, 22 Baysa, 23 Bolden, CT: Benlarbi
Coppa d'Asia femminile 20221 Palacios, 2 Cesar, 3 Randle, 4 Shelton, 5 Long, 6 Annis, 7 Rodriguez, 8 C. McDaniel, 9 Miclat, 10 Bugay, 11 A. Castañeda, 12 S. Castañeda, 13 Brown, 14 Flanigan, 15 Frilles, 16 Harrison, 17 Alamo, 18 Bolden, 19 Madarang, 20 Quezada, 21 Guillou, 22 Fontanilla, 23 O. McDaniel, CT: Stajcic

## Rosa
Lista delle 23 giocatrici convocate dal selezionatore Alen Stajcic per il campionato mondiale 2023 in programma dal 20 luglio al 20 agosto 2023.
| N. | Pos. | Giocatore              | Data nascita (età)         | Pres. | Reti | Squadra                |
| -- | ---- | ---------------------- | -------------------------- | ----- | ---- | ---------------------- |
| 1  | P    | Olivia Davies-McDaniel | 14 ottobre 1997 (25 anni)  | 27    | 0    | Stallion Laguna        |
| 2  | D    | Malea Cesar            | 9 dicembre 2003 (19 anni)  | 31    | 1    | Blacktown City         |
| 3  | D    | Jessika Cowart         | 30 ottobre 1999 (23 anni)  | 20    | 2    | IFK Kalmar             |
| 4  | C    | Jaclyn Sawicki         | 14 novembre 1992 (30 anni) | 21    | 0    | Western Utd            |
| 5  | D    | Hali Long              | 21 gennaio 1995 (28 anni)  | 74    | 18   | Kaya-Iloilo            |
| 6  | C    | Tahnai Annis           | 20 giugno 1989 (34 anni)   | 37    | 14   | Þór/KA                 |
| 7  | A    | Sarina Bolden          | 30 giugno 1996 (27 anni)   | 36    | 22   | West. Sydney W.        |
| 8  | C    | Sara Eggesvik          | 29 aprile 1997 (26 anni)   | 22    | 3    | KIL/Hemne              |
| 9  | A    | Isabella Flanigan      | 22 febbraio 2005 (18 anni) | 28    | 3    | WVU Mountaineers       |
| 10 | A    | Chandler McDaniel      | 4 febbraio 1998 (25 anni)  | 13    | 5    | Stallion Laguna        |
| 11 | C    | Anicka Castañeda       | 16 dicembre 1999 (23 anni) | 39    | 11   | Mt Druitt Town Rangers |
| 12 | C    | Ryley Bugay            | 23 gennaio 1996 (27 anni)  | 21    | 0    | FC Saarbrücken         |
| 13 | D    | Angela Beard           | 16 agosto 1997 (25 anni)   | 0     | 0    | Western Utd            |
| 14 | A    | Meryll Serrano         | 20 luglio 1997 (26 anni)   | 8     | 4    | Stabæk                 |
| 15 | A    | Carleigh Frilles       | 11 aprile 2002 (21 anni)   | 36    | 12   | Blacktown Spartans     |
| 16 | D    | Sofia Harrison         | 16 febbraio 1999 (24 anni) | 34    | 3    | Werder Brema           |
| 17 | D    | Alicia Barker          | 22 maggio 1998 (25 anni)   | 10    | 0    | Pacific Northwest      |
| 18 | P    | Kaiya Jota             | 5 febbraio 2006 (17 anni)  | 1     | 0    | Stanford Cardinal      |
| 19 | D    | Dominique Randle       | 10 dicembre 1994 (28 anni) | 25    | 1    | Þór/KA                 |
| 20 | C    | Quinley Quezada        | 7 aprile 1997 (26 anni)    | 48    | 22   | Stella Rossa           |
| 21 | A    | Katrina Guillou        | 19 dicembre 1993 (29 anni) | 25    | 10   | Piteå IF               |
| 22 | P    | Kiara Fontanilla       | 1º luglio 2000 (23 anni)   | 8     | 0    | C.C. Mariners          |
| 23 | D    | Reina Bonta            | 17 aprile 1999 (24 anni)   | 11    | 0    | Santos                 |